# Paranda globiceps
Paranda globiceps är en insektsart som beskrevs av Melichar 1903. Paranda globiceps ingår i släktet Paranda och familjen sporrstritar. Inga underarter finns listade i Catalogue of Life.